# 금산초등학교 (진주시)
금산초등학교는 대한민국 경상남도 진주시 금산면 중천리에 있는 공립 초등학교이다.

## 학교 연혁
- 1922년 10월 9일 금산공립보통학교 개교
- 1938년 4월 1일 금산공립심상소학교 개칭
- 1941년 4월 1일 금산공립국민학교 개칭
- 1981년 5월 31일 병설유치원 설립인가
- 1995년 3월 1일 가방국민학교 통합
- 1996년 3월 1일 금산초등학교로 개칭
- 2008년 8월 30일 민간 참여 어학실 설치
- 2008년 10월 28일 학교정문 옆 조경공사
- 2009년 6월 28일 운동장 조회대 지붕 및 스탠드 그늘막 공사
- 2010년 9월 28일 학교안전 강화학교 시설 설치
- 2010년 12월 7일 CCTV 설치 공사
- 2011년 10월 27일 학교폭력예방을 위한 CCTV 설치
- 2011년 11월 8일 운동장 인조 잔디 공사
- 2012년 3월 26일 체육관 방송장비 설치
- 2012년 8월 20일 보건실 현대화 전기공사 및 현대화 인테리어 공사
- 2012년 9월 21일 수업분석시스템 구축
- 2013년 1월 22일 장애인편의시설 소방 및 공사
- 2015년 9월 1일 이영석 교장 부임
- 2018년 2월 13일 제91회 졸업식(144명, 총9,885명)
- 2018년 3월 2일 2018학년도 시업식, 37(1)학급, 병설유치원 2학급 편성

## 참고 자료
- 금산초등학교 - 한국교육학술정보원 학교알리미